# Puchar Świata w skokach narciarskich w Örnsköldsvik
Puchar Świata w skokach narciarskich w Örnsköldsvik odbył się sześciokrotnie – w sezonach: 1984/85, 1986/87, 1988/89, 1989/90, 1991/92 i 1993/94. Pierwszy konkurs wygrał Czechosłowak Jiří Parma. W zawodach żadnemu Polakowi nie udało się zdobyć ani jednego punktu PŚ. Po sezonie 1993/94 zaprzestano organizowania zawodów Pucharu na tym obiekcie.

## Zwycięzcy konkursów PŚ w Örnsköldsvik
| Lp | Data         | Skocznia      | Punkt K | Uwagi | 1. miejsce        | 2. miejsce        | 3. miejsce        |
| -- | ------------ | ------------- | ------- | ----- | ----------------- | ----------------- | ----------------- |
| 1. | 5 marca 1985 | Paradiskullen | K-82    | -     | Jiří Parma        | Miran Tepeš       | Masahiro Akimoto  |
| 2. | 4 marca 1987 | Paradiskullen | K-82    | -     | Ari-Pekka Nikkola | Andreas Felder    | Didier Mollard    |
| 3. | 8 marca 1989 | Paradiskullen | K-82    | -     | Jens Weißflog     | Ari-Pekka Nikkola | Jan Boklöv        |
| 4. | 7 marca 1990 | Paradiskullen | K-82    | [ 1 ] | Andreas Felder    | Werner Haim       | Thomas Klauser    |
| 5. | 4 marca 1992 | Paradiskullen | K-90    | -     | Ernst Vettori     | Noriaki Kasai     | Mikael Martinsson |
| 6. | 9 marca 1994 | Paradiskullen | K-90    | -     | Roberto Cecon     | Kenji Suda        | Jens Weißflog     |